# Florus Toll
Florus Jakob Axel Toll, född 7 september 1776 i Tenala socken i Finland, död 10 oktober 1856 i Halmstad, var en svensk militär.

## Biografi
Tolls föräldrar var majoren Carl Fredrik Toll och dennes andra hustru. Han utnämndes till furir redan 1779 vid faderns gamla regemente, Nylands dragonregemente, men det dröjde till 1795  innan han den 10 maj 1795 utnämndes till löjtnant i armén, och den 17 maj samma år blev han livdrabant i Livdrabantkåren. Den 10 juni 1799 utnämndes han till löjtnant vid Tavastehus infanteriregemente och han befordrades till sekundlöjtnant där 1801, innan han befordrades till premiärlöjtnant och 1804 flyttades till Adlercreutz regemente. Den 15 februari 1808 befordrades han till stabskapten. Han deltog under belägringen av Sveaborg under finska kriget och lyckades fly fångenskapen efter kapitulationen den 3 maj 1808 och tog sig tillbaka till den svenska armén för att fortsätta kampen mot ryssarna i Savolaks regemente.
Han befordrades till major i armén den 26 september 1809 och den 3 april fick han en ny befattning som stabskapten vid Älvsborgs regemente. Redan den 24 september 1811 förflyttades han dock till Västerbottens regemente, men han bytte åter regemente och blev 1816 kapten vid Göta artilleriregemente i Göteborg. 
År 1824 blev han befordrad till chef för Hallands infanteribataljon och den 16 maj 1829 till överstelöjtnant i armén. Han tog avsked från bataljonen den 16 juni 1829, men avsked ur krigstjänst först 1850. Han dog barnlös några år senare, vid åttio års ålder.
Florus Toll och hans hustru Annette Westberg lät testamentera sin boksamling omfattande 1.600 volymer till Halmstads lärdomsskola, en tomt och pengar till uppförandet av ett bibliotek där, medel till avlönandet av en bibliotekarie, en fond för att utöka boksamlingen samt ett stipendium för en elev vid lärdomsskolan för att kunna fortsätta sina studier vid universitet.

## Utmärkelser[2]
- För tapperhet i fält - i guld 1808
- Riddare av Svärdsorden - 3 juli 1809
- Karl Johansmedaljen - 1854